# Alfred Mellows
Alfred Paul Mellows (ur. 8 czerwca 1922 w Croydon, zm. 11 lipca 1997 w Addlestone) – brytyjski wioślarz i oficer, srebrny medalista olimpijski.
Kształcił się w Monkton Combe School i Clare College University of Cambridge. Dwukrotnie startował w The Boat Race, w latach 1947 i 1948 odnosił zwycięstwa. Osada Cambridge z 1948 była pierwszą w historii, która wygrała Boat Race w czasie poniżej 18 minut. Rekord ten został pobity w 1974.
Wystąpił na igrzyskach olimpijskich w Londynie w 1948 roku, gdzie Brytyjczycy w składzie: Chris Barton, Michael Lapage, Guy Richardson, Paul Bircher, Paul Massey, Brian Lloyd, David Meyrick, Alfred Mellows i Jack Dearlove (sternik) wywalczyli srebrny medal w ósemkach. W finale o 10,2 sekundy przegrali z osadą Stanów Zjednoczonych, a o 3,4 sekundy wyprzedzili Norwegów. Był to jego jedyny start olimpijski.
Po wybuchu II wojny światowej wstąpił do Royal Air Force, służąc w stopniu kapitana (ang. flight-lieutenant). Odznaczony Krzyżem Wybitnej Służby Lotniczej.